# Жубронайце
Жубронайце (пол. Żubronajcie) — село в Польщі, у гміні Краснополь Сейненського повіту Підляського воєводства.
Населення — 31 особа (2011).
У 1975—1998 роках село належало до Сувальського воєводства.

## Демографія
Демографічна структура станом на 31 березня 2011 року:
|          | Загалом | Допрацездатний вік | Працездатний вік | Постпрацездатний вік |
| -------- | ------- | ------------------ | ---------------- | -------------------- |
| Чоловіки | 18      | 1                  | 17               | 0                    |
| Жінки    | 13      | 2                  | 7                | 4                    |
| Разом    | 31      | 3                  | 24               | 4                    |